# Elecciones generales de Honduras de 1893
Las elecciones generales de Honduras de 1893, se realizaron el 14  de septiembre de 1893 en forma emergente, para el cambio de autoridades gubernamentales como ser:
- Presidente de Honduras: Jefe de Estado de Honduras que ejercerá las funciones de dirección del Poder Ejecutivo de Honduras por mandato del pueblo. Las elecciones se realizaban en una Asamblea Nacional, seguidamente se seleccionaban los candidatos a diputados del Congreso.

En fecha 7 de agosto de 1893 el presidente general Ponciano Leiva presenta ante la Asamblea Legislativa su nota de renuncia formal de la administración, el general Domingo Vásquez Toruño, hombre fuerte de Honduras, hace sus maniobras para quedarse en el poder y obliga a la Asamblea a señalar elecciones generales para el día 14 de septiembre el general Vásquez, se presenta como único candidato a las elecciones que se realizan normalmente y donde obtiene 37,141 votos de un electorado de 39,124 sufragantes. En otro dato sobre el conteo de votos Domingo Vásquez obtiene 37,114 votos, pero no bastando con la oposición de los liberales, Domingo Vásquez toma posesión del cargo de presidente en fecha inmediata 15 de septiembre de 1893.
Policarpo Bonilla emblema del liberalismo hondureño, se levanta en manifestaciones en contra de la forma corrupta por la cual Domingo Vásquez se ha declarado presidente; los seguidores de Bonilla se alzan en armas y obtienen ayuda del gobierno nicaragüense del presidente José Santos Zelaya y así realizar una rebelión que se convierte en “Los Amates” en una batalla campal, entre fuerzas liberales-nicaragüenses contra soldados hondureños, por fin el gobierno de Vásquez no soporta la rebelión y en febrero de 1894 dimite del cargo de presidente, señalándose elecciones generales para el mes de junio, las que no se realizaron, sino hasta el mes de diciembre del mismo año 1894.